# Unione Sportiva Pro Vercelli 1928-1929
Questa voce raccoglie le informazioni riguardanti la Unione Sportiva Pro Vercelli nelle competizioni ufficiali della stagione 1928-1929.

## Stagione
Nella stagione 1928-1929 la Pro Vercelli disputa il girone B del campionato di Divisione Nazionale. La Pro Vercelli ha confermato la guida tecnica dell'allenatore austriaco Rudolf Soutschek per la terza stagione, ed ha concluso il campionato con 38 punti in quinta posizione. Questo era l'obiettivo di stagione, centrare uno dei primi otto posti, che hanno di fatto qualificato i "bianchi" al prossimo torneo a girone unico a livello nazionale, che dalla stagione prossima si chiamerà Serie A. Il girone è stato vinto con 49 punti dal Bologna, che al termine del torneo si aggiudica per la seconda volta il titolo di Campione d'Italia, superando nello spareggio della finale il Torino, che ha vinto il girone A.

## Divise
| Casa |

## Rosa
| N. |                   | Ruolo | Calciatore         |
| -- | ----------------- | ----- | ------------------ |
|    | Italia (bandiera) | P     | Giuseppe Cavanna   |
|    | Italia (bandiera) | P     | Egidio Scansetti   |
|    | Italia (bandiera) | D     | Mario Bredo        |
|    | Italia (bandiera) | D     | Achille Dellarole  |
|    | Italia (bandiera) | D     | Giuseppe Formaggio |
|    | Italia (bandiera) | D     | Mario Zanello      |
|    | Italia (bandiera) | C     | Francesco Ansaldi  |
|    | Italia (bandiera) | C     | Mario Ardissone    |
|    | Italia (bandiera) | C     | Carlo Degara       |
|    | Italia (bandiera) | C     | Stefano Gallio     |
|    | Italia (bandiera) | C     | Ettore Greppi      |
|    | Italia (bandiera) | C     | Gino Pensotti      |

| N. |                   | Ruolo | Calciatore              |
| -- | ----------------- | ----- | ----------------------- |
|    | Italia (bandiera) | C     | Marcello Prestinari     |
|    | Italia (bandiera) | A     | Giuseppe Agù            |
|    | Italia (bandiera) | A     | Luigi Bajardi (I)       |
|    | Italia (bandiera) | A     | Luigi Casalino          |
|    | Italia (bandiera) | A     | Mario Ferraris I        |
|    | Italia (bandiera) | A     | Alfredo Gatti           |
|    | Italia (bandiera) | A     | Edoardo Lepora          |
|    | Italia (bandiera) | A     | Gaspare Mezzo           |
|    | Italia (bandiera) | A     | Federico Novella        |
|    | Italia (bandiera) | A     | Ferdinando Santagostino |
|    | Italia (bandiera) | A     | Giuseppe Seccatore      |
|    | Italia (bandiera) | A     | Carlo Villa             |

## Risultati

### Divisione Nazionale - girone B

#### Girone di andata
| Arbitro: | Osti (Ferrara) |

|                                                         |           |            |
| C. Villa 1’, 87’ L. Bajardi 6’, 44’ Baggiore 28’ (aut.) | Marcatori | 21’ Sticco |

| Arbitro: | Turbiani (Ferrara) |

|                        |           |            |
| Porta 13’ Cipriani 19’ | Marcatori | 34’ Lepora |

| Arbitro: | Turbiani (Ferrara) |

|                                           |           |               |
| L. Bajardi 3’, 10’ Lepora 5’ C. Villa 29’ | Marcatori | 86’ Blasevich |

| Arbitro: | Casetta (Torino) |

|                 |           |               |
| C. Cevenini 59’ | Marcatori | 55’ Seccatore |

| Arbitro: | Garbieri (Genova) |

|                                                       |           |                             |
| Miconi 18’ Montesanto 26’, 82’ Padoan 52’ Pantani 89’ | Marcatori | 4’ L. Bajardi 31’ Seccatore |

| Arbitro: | R. Barlassina (Novara) |

|               |           |              |
| Seccatore 47’ | Marcatori | 5’ E. Bodini |

| Arbitro: | Bo (Genova) |

|                |           |              |
| Barni 81’, 83’ | Marcatori | 57’ Casalino |

| Arbitro: | Turbiani (Ferrara) |

|                                                 |           |  |
| Ardissone 32’ L. Bajardi 35’ Zanello 84’ (rig.) | Marcatori |  |

| Arbitro: | Guarnieri (Milano) |

|                                         |           |                                                         |
| Pampaloni 2’ Sallustro 52’ Gariglio 78’ | Marcatori | 21’ (aut.) Pampaloni 59’ L. Bajardi 61’ F. Santagostino |

| Arbitro: | Caironi (Milano) |

|                                |           |                                                     |
| Seccatore 1’, 60’ C. Villa 36’ | Marcatori | 25’ Borgo 70’ E. Della Valle 72’ Vojak 88’ Galluzzi |

| Arbitro: | Galassi (Torino) |

|                                  |           |  |
| Pozzi 10’ Schiavio 12’ Baldi 42’ | Marcatori |  |

| Arbitro: | Rovida (Milano) |

|                                                |           |  |
| L. Bajardi 14’ C. Villa 16’, 36’ Seccatore 48’ | Marcatori |  |

| Arbitro: | Ciamberlini (Genova) |

|                                   |           |                    |
| Spadavecchia 2’ Serdoz 28’ (rig.) | Marcatori | 67’, 68’ Seccatore |

| Arbitro: | Giorgi (Milano) |

|                             |           |             |
| L. Bajardi 69’ Casalino 71’ | Marcatori | 50’ Ranelli |

| Arbitro: | Pessato (Monfalcone) |

|                                                      |           |  |
| C. Villa 10’, 80’ L. Bajardi 44’, 59’ Casalino 45+1’ | Marcatori |  |

#### Girone di ritorno
| Arbitro: | Rovida (Milano) |

|          |           |                            |
| Gaia 59’ | Marcatori | 70’ C. Villa 87’ Seccatore |

| Arbitro: | Garbieri (Genova) |

|              |           |              |
| C. Villa 12’ | Marcatori | 5’ Panonzini |

| Arbitro: | P. Barlassina (Novara) |

|                                           |           |  |
| Blasevich 21’ Pietroboni 52’ Visentin 61’ | Marcatori |  |

| Arbitro: | Mastellari (Bologna) |

|                                                |           |             |
| L. Bajardi 38’ F. Santagostino 50’ Zanello 89’ | Marcatori | 52’ Griggio |

| Arbitro: | Rovida (Milano) |

|                                       |           |  |
| F. Santagostino 16’, 20’ C. Villa 81’ | Marcatori |  |

| Arbitro: | Giorgi (Milano) |

|                   |           |  |
| E. Bodini 6’, 26’ | Marcatori |  |

| Arbitro: | Lupini (Bergamo) |

|                                                                                          |           |  |
| Agù 5’, 7’ F. Santagostino 21’, 33’ L. Bajardi 14’ Zanello 16’ C. Villa 20’ Casalino 30’ | Marcatori |  |

| Brescia 21 aprile 1929 23ª giornata | Brescia        | 0 – 0 | Pro Vercelli | Stadium di Viale Piave\| Arbitro: \| Osti (Ferrara) \| |
| Arbitro:                            | Osti (Ferrara) |       |              |                                                        |

| Arbitro: | Ferro (Milano) |

|                                                 |           |                  |
| Casalino 25’, 85’ Zanello 32’ (rig.) Greppi 69’ | Marcatori | 77’ G. Innocenti |

| Arbitro: | Carraro (Padova) |

|             |           |                                                     |
| Perazzi 24’ | Marcatori | 52’ (rig.) Zanello 87’ F. Santagostino 89’ Casalino |

| Arbitro: | A. Gama (Milano) |

|                       |           |  |
| Ardissone 62’ Agù 81’ | Marcatori |  |

| Arbitro: | Caironi (Milano) |

|                                   |           |  |
| Bertoli 14’ F. Valeriani 19’, 39’ | Marcatori |  |

| Arbitro: | Guarnieri (Milano) |

|                                                      |           |           |
| Casalino 30’ F. Santagostino 44’, 72’ L. Bajardi 85’ | Marcatori | 15’ Teddy |

| Arbitro: | Pessato (Monfalcone) |

|  |           |                                  |
|  | Marcatori | 13’ Casalino 30’ F. Santagostino |

| Arbitro: | U. Gama (Milano) |

|  |           |               |
|  | Marcatori | 3’ L. Bajardi |

## Statistiche

### Statistiche di squadra
| Competizione        | Punti | Totale | Totale | Totale | Totale | Totale | Totale |
| Competizione        | Punti | G      | V      | N      | P      | Gf     | Gs     |
| ------------------- | ----- | ------ | ------ | ------ | ------ | ------ | ------ |
| Divisione Nazionale | 38    | 30     | 16     | 6      | 8      | 71     | 40     |
| Totale              | 38    | 30     | 16     | 6      | 8      | 71     | 40     |